# Messier 23
Messier 23 (M23 ili NGC 6494), otvoreni je skup u zviježđu Strijelac. Skup je otkrio Charles Messier 20. lipnja 1764. godine. 

## Svojstva
M23 nalazi se u ravnini Kumove slame. Udaljen je od nas 2150 svj. godina i ima stvarne dimenzije od 18 svjetlosnih godina.
Skup se sastoji od približno 150 zvijezda. M23 spada među starije otvorene skupove. Starost mu je procijenjena na 220 milijuna godina. Najsjajnije zvijezde u skupu imaju prividan sjaj od magnitude + 9,2.

## Amaterska promatranja
M23 ima prividni sjaj od magnitude + 6,9 pa ga je moguće pronaći dalekozorom. Za dalekozore i manje teleskope, M23 je spektakularan objekt jer se nalazi među mnogobrojnim zvijezdama Kumove slame. 
Kroz 200 mm-ski teleskop moguće je uočiti 80 zvijezda. Neke od zvijezda u skupu poredane su u nizove koji kao da izviru iz središta.

## Vanjske poveznice
- (engl.) SEDS: NGC 6494
- (engl.) Hartmut Frommert: Revidirani Novi opći katalog
- (engl.) Izvangalaktička baza podataka NASA-e i IPAC-a
- (engl.) Astronomska baza podataka SIMBAD
- (engl.) VizieR
- (engl.) Auke Slotegraaf: NGC 6494 Deep Sky Observer's Companion
- (engl.) Courtney Seligman: Objekti Novog općeg kataloga: NGC 6450 - 6499